# Шомахов, Каральби Мастафович
Каральби Мастафович Шомахов (23 декабря 1945, Заюково, Баксанский район, Кабардино-Балкарская АССР, РСФСР, СССР) — советский борец вольного стиля, призёр чемпионатов СССР. Заслуженный тренер РСФСР, заслуженный работник физической культуры и спорта Кабардино-Балкарской АССР, Мастер спорта международного класса по вольной борьбе.

## Биография
Вольной борьбой заниматься начал в 1959 году в Нальчике. После чего перебрался в Махачкалу и занимался в спортивной школе Динамо у Арменака Карапетяна. В 1968 и в 1969 году становится серебряным призёром чемпионата СССР. В 1970 и в 1973 году становился победителем чемпионата РСФСР. В 1971 году первенствовал на Спартакиаде народов РСФСР.

## Личная жизнь
В 1964 году окончил школу интернат №1 в Махачкале. В 1969 году окончил Дагестанский государственный педагогический институт по специальности физическое воспитание. В 1981 году родился сын Тимур, служил в звании старшего лейтенант в МВД Кабардино-Балкарии, погиб 13 октября 2005 года в боях при нападении боевиков на Нальчик. С 2002 по 2010 год работает директором ГУ «СДЮСШОР по вольной борьбе» в Нальчике. Возглавляет Федерацию спортивной борьбы Кабардино-Балкарской Республики.

## Достижения
- Чемпионат СССР по вольной борьбе 1968 — ;
- Чемпионат СССР по вольной борьбе 1969 — ;
- Чемпионат РСФСР по вольной борьбе 1970 — ;
- Спартакиада народов РСФСР 1971 — ;
- Чемпионат РСФСР по вольной борьбе 1973 — ;